# Juan Antonio Samaranch
Juan Antonio Samaranch Torrelló, 1.º Marquês de Samaranch (em catalão Joan Antoni Samaranch i Torrelló; Barcelona, 17 de julho de 1920 — Barcelona, 21 de abril de 2010) foi um empresário, diplomata e político espanhol. Em 1991, recebeu o título de "Marquês de Samaranch".

## Biografia
Nascido numa rica família da Catalunha, foi presidente do Comitê Olímpico Internacional (COI) de 1980 a 2001. Empresário, foi jogador, técnico e dirigente de hóquei sobre patins. Passou a integrar o Comitê Olímpico Espanhol em 1956, do qual foi presidente de 1967 a 1970. Em 1966, foi eleito membro do COI.
Depois de uma carreira no governo municipal de Barcelona, foi nomeado embaixador da Espanha na União Soviética e na Mongólia, aquando do retomar das ligações diplomáticas entre Espanha e estes países em 1977. Tal posto mais tarde deu-lhe o apoio dos países do bloco soviético que foi importante para a sua eleição como presidente do COI em 1980.
Assumiu o COI quando o órgão sofria crises financeiras e boicotes políticos, mas explorou o lado comercial dos jogos tornando-os mais populares, sendo considerado um dos mais importantes dirigentes da história do órgão.
Seu mandato também ficou marcado pelo aumento de casos de doping e por acusações de compra de votos para a escolha de Salt Lake City como cidade-sede dos Jogos Olímpicos de Inverno de 2002.
Após entregar o cargo a seu sucessor, Jacques Rogge, tornou-se presidente honorário vitalício do COI.
Foi a figura principal em 2009 para a campanha de Madrid para sediar os Jogos Olímpicos de Verão de 2016, mas a cidade acabou preterida para o Rio de Janeiro.

## Morte
Faleceu em Barcelona aos 89 anos a 21 de abril de 2010.
| “ | Eu não consigo achar palavras para expressar o sofrimento da família olímpica. Estou profundamente triste com a morte de um homem que construiu os Jogos Olímpicos da era moderna, um homem que me inspirou e cujo conhecimento sobre esporte era realmente excepcional. | ” |

## Legado e polêmicas
O legado de Samaranch é considerado controverso. Se por um lado conseguiu profissionalizar os jogos olímpicos, aumentando o nível técnico dos competidores, e acabou com os boicotes, tal como os ocorridos nos jogos de verão de 1980 (quando norte-americanos não foram aos jogos) e 1984 (quando soviéticos não foram aos jogos), por outro foi criticado por tornar o evento em um produto, comercializando excessivamente os jogos. Inúmeros casos de doping surgiram durante sua gestão. Outro ponto destacado pelos críticos foi a sua ligação com a ditadura de Francisco Franco e seu autoritarismo na forma de se relacionar, além de criar uma rede de influência. O momento mais crítico relacionado à sua gestão ocorreu em 1999, durante a escolha para a sede dos Jogos Olímpicos de Inverno de 2002, quando Salt Lake City foi a escolhida. Mudanças repentinas nas regras de escolha da sede e indícios de corrupção foram apontados, e dez membros do COI, a maioria indicados por Samaranch, saíram da entidade, acusados de receber propina.